# 캐런 프레스턴

캐런 엘리자베스 프레스턴(영어: Karen Elizabeth Preston, 1971년 7월 8일~)은 캐나다의 피겨 스케이팅 선수이다. 그녀는 1989년과 1992년 캐나다 선수권 대회에서 우승했다. 그녀는 1992년 동계 올림픽에서 8위를 했다. 프레스톤은 미시소거에서 자랐다.

## 개인사
프레스톤은 1971년 7월 8일에 온타리오주 토론토에서 태어났다. 그녀는 미시소거에 있는 에린데일 중학교에 다녔다.

## 대회 성적
| 대회             | 1986-87 | 1987-88 | 1988-89 | 1989-90 | 1990-91 | 1991-92 | 1992-93 | 1993-94 |
| ---------------- | ------- | ------- | ------- | ------- | ------- | ------- | ------- | ------- |
| 동계 올림픽      |         |         |         |         |         | 8위     |         |         |
| 세계 선수권 대회 |         |         | 11위    |         |         | 9위     | 8위     |         |
| NHK 트로피       |         |         |         |         | 4위     |         |         |         |